# Chimaeropsylla potis
Chimaeropsylla potis är en loppart som beskrevs av Rothschild 1911. Chimaeropsylla potis ingår i släktet Chimaeropsylla och familjen Chimaeropsyllidae.

## Underarter
Arten delas in i följande underarter:
- C. p. potis
- C. p. stuhlmanni